# Balázs Imre József
Balázs Imre József (Székelyudvarhely, 1976. január 9. –) romániai magyar költő, irodalomkritikus, szerkesztő, irodalomtörténész. Felesége Vallasek Júlia.

## Kutatási területe
20. századi magyar irodalom, kiemelten: avantgárd, erdélyi magyar irodalom.

## Életútja
Matematika–fizika tagozaton végzett a székelyudvarhelyi Tamási Áron Gimnáziumban 1994-ben. 1994–1998 között a kolozsvári Babeș–Bolyai Tudományegyetem magyar–angol szakos hallgatója. 1998 óta tanít az kolozsvári egyetem Magyar Irodalomtudományi Tanszékén, 2004 és 2014 között adjunktusként, 2014 októberétől docensként. 2004-ben védte meg Az avantgárd az erdélyi magyar irodalomban című doktori értekezését a kolozsvári BBTE Doktori Iskolájában. 1999 óta a kolozsvári Korunk irodalmi és kritikai rovatának szerkesztője, 2008–2012 között a lap főszerkesztője.
1996 óta rendszeresen publikál verseket, irodalomkritikát, tanulmányokat folyóiratokban, antológiákban, napi- és hetilapokban.

## Kötetei
- Ismét másnap [versek], Mentor, Marosvásárhely, 1998[1]
- A nonsalansz esélye [tanulmányok, kritikák], Komp-Press, Kolozsvár, 2001[2]
- A Dél-Párizs nyárikert [versek], JAK–Kijárat, Budapest, 2001[3]
- Hervay Gizella [kismonográfia], Kolozsvár–Bukarest, Kriterion, 2003[4]
- Selyem Zsuzsa–Balázs Imre Józsefː Humor az avantgárdban és a posztmodernben; Scientia, Kolozsvár, 2004 (Sapientia könyvek)
- Mint egy úszó színház [esszék, kritikák], Pallas-Akadémia Könyvkiadó, Csíkszereda, 2005[5]
- Az avantgárd az erdélyi magyar irodalomban [tanulmány], Mentor Kiadó, Marosvásárhely, 2006[6]
- Vidrakönyv [versek], Koinónia Könyvkiadó, Éneklő Borz Könyvek, Kolozsvár, 2006
- Fogak nyoma [versek], Koinónia Könyvkiadó, Kolozsvár, 2009
- Hanna-hinta [gyermekversek], Koinónia Könyvkiadó, Kolozsvár, 2009
- Az új közép. Tendenciák a kortárs irodalomban; Universitas Szeged, Szeged, 2012
- Blanka birodalma [gyermekversek], Koinónia Könyvkiadó, Kolozsvár, 2012
- Hadikórház a város szélén. Tárcák, miniesszék, naplók; Riport, Nagyvárad, 2013 (Napos oldal könyvek)
- Jung a gépteremben [versek], Sétatér Könyvek, Kolozsvár, 2014[7]
- Álomfarsang [gyermekversek], Koinónia Könyvkiadó, Kolozsvár, 2015
- Erdélyi magyar irodalom-olvasatok [tanulmányok, esszék, kritikák], Egyetemi Műhely Kiadó–Bolyai Társaság, Kolozsvár, 2015
- A tenger [gyermekversek], Gutenberg Kiadó, Csíkszereda, 2016
- Ezeregy mondat. Kritikák a kortárs irodalomról, Lector Kiadó, Marosvásárhely, 2017
- Kirándulás a felhőben [régi és új gyermekversek], Koinónia Könyvkiadó, Kolozsvár, 2018
- Üvegfej és homokóra. Déry Tibor korai műveiről, Erdélyi Múzeum-Egyesület, Kolozsvár, 2019
- Madárábécé [gyermekversek], Gutenberg Kiadó, Csíkszereda, 2020
- A szürrealizmus története a magyar irodalmi mezőben; Ráció Budapest, 2021 (Ligatura)
- Egyformázni, különbözni [gyermekversek], Gutenberg Kiadó, Csíkszereda, 2022
- Éjszakák a zenben [versek], Prae Kiadó – Lector Kiadó, Budapest-Marosvásárhely, 2022
- Avantgárd séták látványban és láthatatlanban [tanulmányok], Prae Kiadó, Budapest, 2025

### Angol és román nyelven megjelent kötetei
- Avangarda în literatura maghiară din România [tanulmány], ford. Kocsis Francisko, Ed. Bastion, Timișoara, 2009[8]
- Avant-garde and Representations of Communism in Hungarian Literature from Romania [tanulmányok], Ed. Didactică și Pedagogică, București, 2009
- Rețele avangardiste, afilieri multiple, Ed. Tracus Arte, București, 2023
- Nopți în zen, ford. Kocsis Francisko, Ed. Cartea Românească, București, 2023

### Fordításkötetei
- Gellu Naum: Zebegény, a pingvin (eredeti cím: Cartea cu Apolodor), Majtényi Erik és Balázs Imre József fordítása, Kriterion–Művelődés, Kolozsvár, 2018
- Max Blecher: Áttetsző test (eredeti cím: Corp transparent), Balázs Imre József fordítása, Lector Kiadó, Marosvásárhely, 2018
- Ilarie Voronca: Ulysses (eredeti cím: Ulise), Balázs Imre József fordítása, Lector Kiadó, Marosvásárhely, 2023
- Holly Webb: A vidrák éneke (eredeti cím: The Story of Greenriver), Balázs Imre József fordítása, Manó Könyvek, Budapest, 2024
- Holly Webb: A hattyú jóslata (eredeti cím: The Swan's Warning), Balázs Imre József fordítása, Manó Könyvek, Budapest, 2024

### Antológiák, szerkesztett kötetek
- A Nyugat költőelődei; vál., bev., jegyz. Balázs Imre József; Polis, Kolozsvár, 1999 (Remekírók diákkönyvtára)
- A századforduló magyar elbeszélői; vál., bev., jegyz. Balázs Imre József; Polis, Kolozsvár, 2000 (Remekírók diákkönyvtára)
- Alternatives for Romania. Anthology of Korunk; szerk. Balázs Imre-József, Horváth Andor, Kántor Lajos; angolra ford. Nagy Piroska, Vajda Tünde; Komp-Press, Cluj, 2000 (Render)
- Vissza a Forrásokhoz. Nemzedékvallató; szerk., előszó Balázs Imre József, interjúk az első Forrás-nemzedék alkotóival. Készítették a kolozsvári Láthatatlan Kollégium 1997/1998. évfolyamának diákjai Cs. Gyímesi Éva irányításával; Polis, Kolozsvár, 2001
- TRAVERS. O antologie a literaturii maghiare din Transilvania. Válogatás az erdélyi magyar irodalomból. Iaşi, Polirom, 2002 (válogatta Balázs Imre József és Ciprian Vălcan, bevezetővel ellátta Balázs Imre József)
- Álmok szállodája. Erdélyi magyar költők 1918–2000; vál., bev. Balázs Imre József; Kalota, Kolozsvár, 2002
- A Nyugat költői; vál., bev., jegyz. Balázs Imre József; Polis, Kolozsvár, 2003 (Remekírók diákkönyvtára)
- Az emberfejű madár. Erdélyi magyar esszéírók 1918–2001; vál., bev. Balázs Imre József; Kalota, Kolozsvár, 2007
- A sztálinizmus irodalma Romániában. Tanulmányok; szerk. Balázs Imre József; Komp-Press, Kolozsvár, 2007
- Bodor Ádám: Állomás, éjszaka. Tízkezes egy Bodor novellára (többekkel); szerk. Varga Réka; Koinónia, Kolozsvár, 2011
- Újraolvasott Pezsgő-díjasok. Tanulmányok; szerk. Balázs Imre József; Korunk–Komp-Press, Kolozsvár, 2012
- Kortárs magyar kisebbségi irodalmak. Posztkolonializmus, gender studies, littérature mineure. A VII. Nemzetközi Hungarológiai Kongresszus szekcióelőadásai, Kolozsvár, 2011. augusztus 22-27.; szerk. Balázs Imre József; Egyetemi Műhely–Bolyai Társaság, Kolozsvár, 2013 (A VII. Nemzetközi Hungarológiai Kongresszus kiadványai)
- Reiter Róbert: Elsüllyedt dal. Versek, cikkek, interjúk; szerk., bev. Balázs Imre József; Kriterion–Polis, Kolozsvár, 2016
- Reményik Sándor: Rianás. Kiadatlan versek és kisprózai írások; összeáll. Urbán László, szerk., utószó Balázs Imre József; Jaffa, Budapest, 2019
- Kolozsváros. Irodalmi kalauz; szerk. Balázs Imre József, Daray Erzsébet, Bartos-Elekes Zsombor; Jelenkor, Budapest, 2019
- Többes számban. Párbeszédben Hervay Gizellával; szerk. Balázs Imre József, Korpa Tamás; Lector, Marosvásárhely, 2022
- Erdélyi magyar nőírók; szerk. Balázs Imre József; Korunk–Komp-Press, Kolozsvár, 2022
- A harmadik Forrás-nemzedék viszonyhálózatai; szerk. Balázs Imre József; Korunk–Komp-Press, Kolozsvár, 2022
- Szőcs Géza: Összegyűjtött versek; szerk., utószó Balázs Imre József; Helikon Kiadó, Budapest, 2023
- Tamás Gáspár Miklós: Kolozsvári esszék; szerk., jegyzetek Balázs Imre József; Transtelex, Kolozsvár, 2024

## Díjak, ösztöndíjak
- a Collegium Transsylvanicum Alapítvány díja, 1995
- Látó-nívódíj (debüt-díj), 1998
- Romániai Írók Szövetsége, debüt-díj, 1998
- Arany János-jutalom, 2003
- Móricz Zsigmond-ösztöndíj, 2005
- Magyar Tudományos Akadémia, Arany János fiatal kutatói díj, 2006
- Romániai Írók Szövetsége, Kolozsvári Fiók díja, 2007
- Schöpflin Aladár-ösztöndíj, 2007
- MAOE Pro Literatura kritikusi díja, 2007
- Romániai Írók Szövetsége, Kolozsvári Fiók díja, 2010
- NKA alkotói ösztöndíj, 2010
- József Attila-díj, 2011
- Romániai Írók Szövetsége, Kolozsvári Fiók díja, 2014
- Alföld-díj, 2014
- Bolyai-emléklap, Magyar Tudományos Akadémia, 2020
- Osvát Ernő-díj, 2021[9]
- Erdélyi Magyar Kortárs Kultúráért Díj, 2022
- Dsida Jenő-díj, Romániai Írók Szövetsége, Kolozsvári Fiók, 2023
- Legprímább Polgár (művészet kategória), Arkum Alapítvány, Székelyudvarhely, 2024
- Observator Cultural-díj (irodalomtörténet kategória), 2024[10]
- Román Összehasonlító Irodalmi Társaság (ALGCR) díja, 2024[11]

## Társasági tagság
- Erdélyi Magyar Írók Ligája
- Romániai Írók Szövetsége
- Szépírók Társasága